# John James Waterston

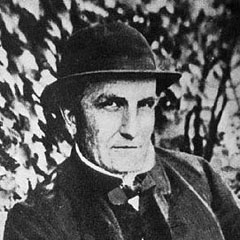
John James Waterston (1811-1883)

John James Waterston (1811 - 18 de Junho de 1883) foi um físico escocês, que realizou trabalhos pioneiros sobre a teoria cinética dos gases. O valor das suas contribuições só foram reconhecidas logo após ter falecido. 

## Teoria cinética
Durante a sua estadia na Índia, desenvolveu a sua teoria cinética, de forma independente de trabalhos tampouco valorados por parte de Daniel Bernoulli e John Herapath. Publicou o seu trabalho, com o seu próprio dinheiro, no livro Thoughts on the Mental Functions (1843). Ele derivou correctamente todas as consequências da premissa que a pressão de um gás é uma função do número de moléculas por unidade de volume, N; a massa molecular, M; e a velocidade quadrática média molecular, {\displaystyle {\bar {v^{2}}}}. ele estabeleceu a siguinte relação:
{\displaystyle P=NM{\bar {v^{2}}}}.